# Маяк Бирючий
Маяк Бирючий — маяк в Україні, на Бирючому острові у Генічеському районі Херсонської області.

## Розташування

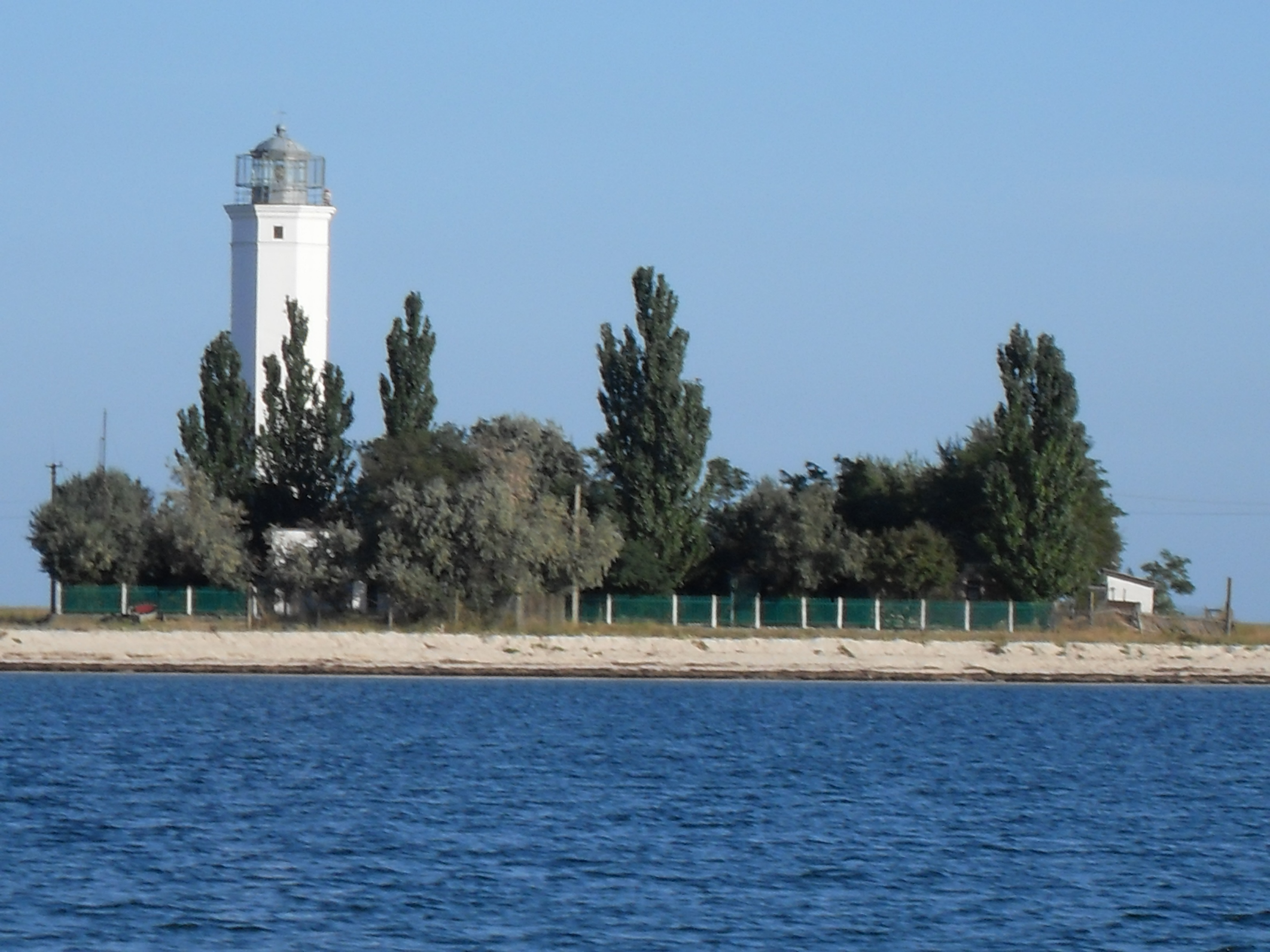

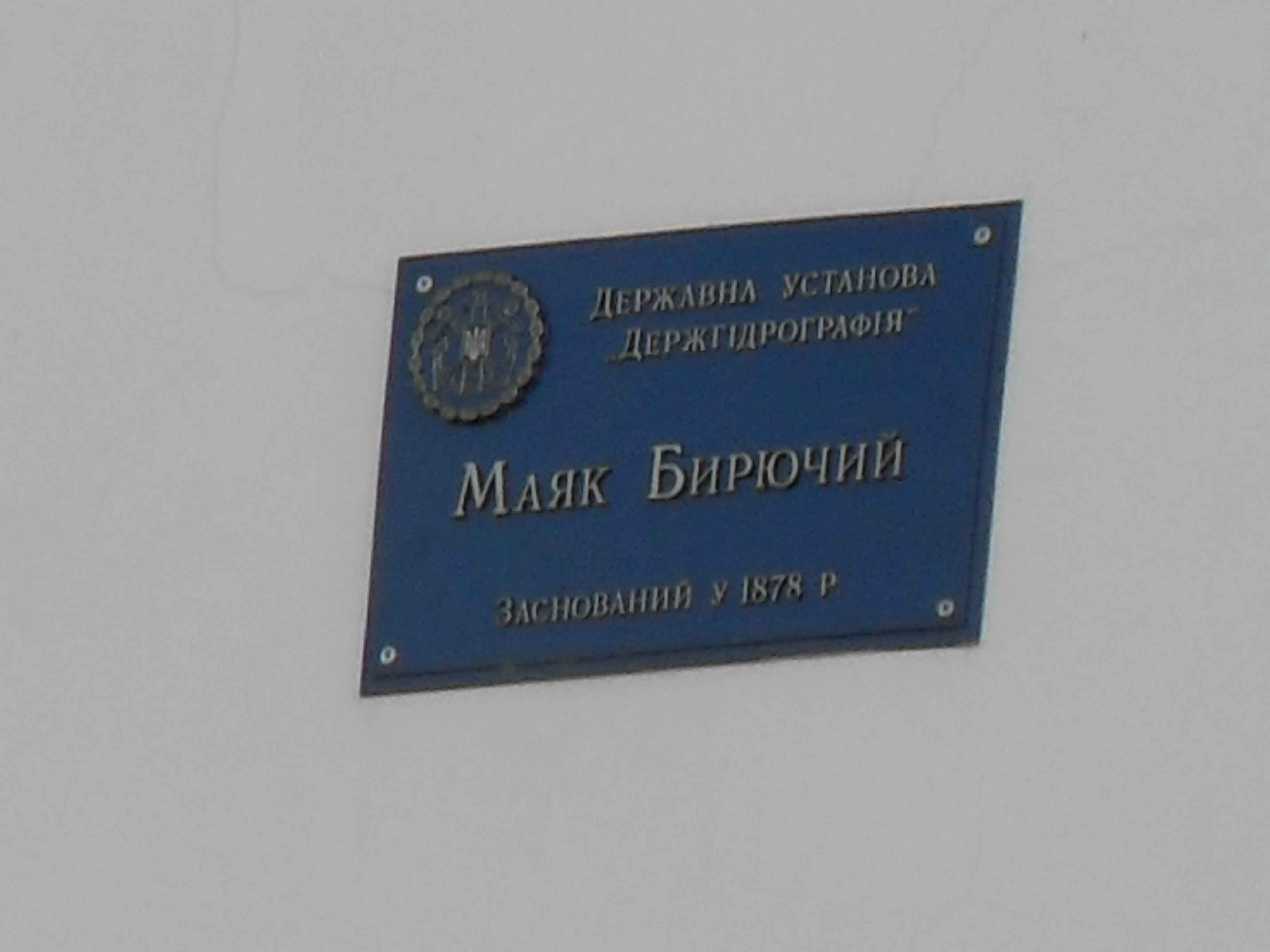

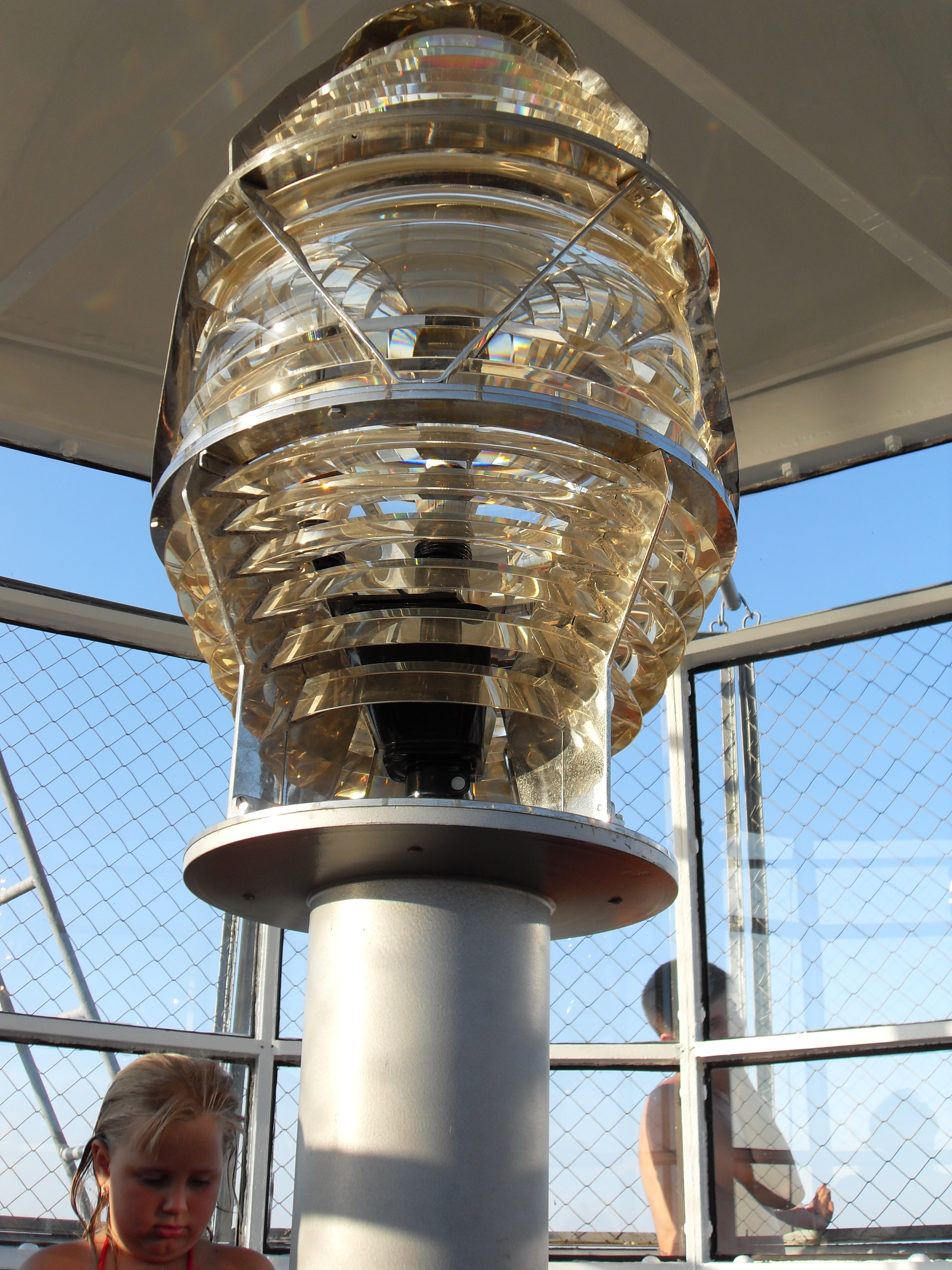
Лампа маяка

Маяк знаходиться у південно-західній частині Бирючого острова, на території Азово-Сиваського національного природного парку.

## Історія
Бирючий маяк був споруджений для обслуговування Генічеського порту в 1878 році французькими майстрами. Через Російсько-турецьку війну 1877—1878 років маяк було введено в експлуатацію 21 жовтня 1882 року. Висота першого маяка складала 24,7 метра.
Світлооптичний апарат забезпечував видимість на морі до 8,3 милі. Поряд із маяком знаходився одноповерховий мурований будинок для доглядача та трьох службовців, також були инші господарські споруди.
1943 року, під час Другої світової війни, румунські війська підірвали маяк.
У 1957 році маяк відбудували, була споруджена нова восьмигранна вежа висотою у 30 метрів. Маяк живився від дизельного двигуна.
1984 року маяк Бирючий був капітально відремонтований та модернізований. На ньому встановили сучасне обладнання, яке забезпечує надійну роботу світлооптичних приладів. Нині маяк світить на відстань до 15 миль (до 28 км).
У 1993 році маяк, останній на Азовському морі, було підключено до зовнішньої електромережі.
Влітку 2008 року маяк Бирючий був відремонтований.
У 2018 році для забезпечення безперебійної роботи світлооптичного обладнання, як основне джерело енергоживлення маяка Бирючий, було встановлено автономну систему електроживлення на базі сонячних панелей.